# アルバネッラ
アルバネッラ（伊: Albanella）は、イタリア共和国カンパニア州サレルノ県にある、人口約6,400人の基礎自治体（コムーネ）。

## 地理

### 位置・広がり

#### 隣接コムーネ
隣接するコムーネは以下の通り。
- アルタヴィッラ・シレンティーナ
- カパッチョ＝ペストゥム
- カステルチーヴィタ
- エーボリ
- ロッカダスピデ
- セッレ

## 行政

### 分離集落
アルバネッラには、以下の分離集落（フラツィオーネ）がある。
- Borgo San Cesareo, Bosco, Cerrina, Forestelle, Matinella, San Chirico, San Nicola, Tempa delle Guardie